# Atavyros
Atavyros (řecky Ατάβυρος) je řecká obecní jednotka na ostrově Rhodos v Egejském moři v souostroví Dodekany. Do roku 2011 byla obcí. Nachází se v západní části ostrova. Na severu sousedí s obecní jednotkou Kameiros, na jihu s obecní jednotkou Jižní Rhodos a na východě s obecní jednotkou Lindos. Je jednou z deseti obecních jednotek na ostrově.

## Obyvatelstvo
Obecní jednotka Atavyros se skládá z 5 komunit. V závorkách je uveden počet obyvatel komunit a sídel.
- Obecní jednotka Atavyros (2433)
  - komunita Agios Isidoros (355) — Agios Isidoros (355),
  - komunita Embonas (1242) — Embonas (1061), Mandriko (181),
  - komunita Kritinia (503) — Kamiros Skala (49), Kritinia (454), ostrůvek Makry (0)
  - komunita Monolithos (181) — Monolithos (181),
  - komunita Siana (152) — Lakki (1), Siana (151).